# Тодуа Ельвіра Зурабівна
Ельвіра Зурабівна Тодуа (рос. Эльвира Зурабовна Тодуа; нар. 31 січня 1986, Ткварчелі, Абхазька АРСР, Грузинська РСР) — російська футболістка грузинського походження, воротар російського клубу ЦСКА (Москва) і збірної Росії. Майстер спорту Росії міжнародного класу.

## Клубна кар'єра
Ельвіра Тодуа народилася в місті Ткварчелі, де проживала до семирічного віку, згодом переїхала з батьками в мікрорайон Донськой міста Новочеркаська Ростовської області до родичів, щоб перечекати там військовий конфлікт, який розпочався в Абхазії.
У Новочеркаську Ельвіра грала в дворовий футбол з місцевими хлопчиками, там же її взяли до футбольної секції новочеркаської ДЮСШ-3, і вона почала грати за основну чоловічу команду спортшколи та збірну Новочеркаська, а серйозно зайнялася футболом в 15 років, перебравшись в Краснодар для навчання в жіночої спортивній школі місцевої Кубаночки. Першим тренером став Ігор Миколайович Азумець. Першим дорослим клубом став азовський «Дон-Текс».
У 2000 році перейшла до «Ізмайлово», а наступного року — до ЦСК ВПС. 2004 рік провела в «Росіянці». Наступного року перейшла до «Рязань-ВДВ». З 2007 по 2008 рік захищала кольори «СКА-Ростов-на-Дону».
У лютому 2009 року підписала контракт «Росіянкою», з якою виграла по два титули чемпіонки Росії та Кубки Росії. Також у складі клубу виступала в жіночій Лізі чемпіонів. Також була штатним пенальтистом своїх команд у сезоні 2016—2018 років, у вище вказаний період відзначилася 4-ма голами.
З 2017 року виступає за московське ЦСКА.

## Кар'єра в збірній

### Росія
Виступала за молодіжну збірну Росії. У 2004 році потапила до Команди всіх зірок молодіжного чемпіонату Європи 2004 року. Чемпіонка Європи 2005 року серед молоді. У фіналі проти Франції реалізувала шосте пенальті російської збірної, після чого відбила пенальті від Лаур Було та принесла перемогу збірній Росії.
У футболці національної збірної Росії дебютувала 2003 року в товариському поєдинку проти Китаю. У плей-оф кваліфікації Євро-2009 Тодуа зіграла у переможному для Росії проти Шотландії. Ігор Шалімов викликав Ельвіру для участі у фінальному турнірі вище вказаного турніру. Перші два матчі фінальної стадії пропустила через травму коліна, повернулася до складу збірної на останній матч проти Італії, але не допомогла росіянкам уникнути поразки (0:2). Тодуа залишилася розчарованою раннім вильотом Росії з чемпіонату Європи.
Чотири роки по тому Ельвіра вилікувалася від травми плеча й змогла потрапити до заявки команди на чемпіонат Європи 2013 року в Швеції. Росія поступилася Франції (1:3), але в поєдинках проти Англії та Іспанії зіграла внічию (в обох випадках — 1:1). Вибули з турніру після поразки від Данії шляхом жеребкування.
Тодуа робила ін'єкції знеболюючого, щоб грати, але по завершенні турніру перенесла операцію на травмованому плечі.

### Абхазія
У червні 2012 року вийшла на заміну в наприкінці дебютного матчу чоловічої збірної Абхазії (поєдинок мав товариський статус, абхази з рахунком 2:1 обіграли російський клуб «Краснодар»).

## Стиль гри
Володіє відмінною стрибучістю і воротарського технікою. Надійна, пластична. Своїми діями вселяє впевненість в партнерок по команді. Є одним з найсильніших воротарів Європи.

## Особисте життя
У 2011 році клуб Тодуа «Росіянка» привернув до себе увагу фотосесією в бікіні. Пін-ап дівчина Тодуа також фігурувала в різних фото моделей. Національна газета оголосила її серед 20 найкрасивіших спортсменів Росії 2009 року.

## Досягнення

### Клубні
- Чемпіонат Росії
  -  Чемпіон (4): 2010, 2012, 2019, 2020
  -  Срібний призер (2): 2009, 2013
  -  Бронзовий призер (1): 2003

- Кубок Росії
  -  Володар (3): 2009, 2010, 2017

### У збірній
- Молодіжний жіночий чемпіонат Європи
  -  Чемпіон (1): 2005 (відзначилася голом у фінальній серії післяматчевих пенальті)
  -  Бронзовий призер (1): 2004

### Особисті
- Найкращий воротар Росії (4): 2004, 2005, 2007, 2008

## Матчі за збірну Росії
| №  | Дата       | Суперник             | Матч               | Рахунок        | Зіграних хвилин | Пропущених м'ячів                 | Примітки                                |
| -- | ---------- | -------------------- | ------------------ | -------------- | --------------- | --------------------------------- | --------------------------------------- |
| 1  | 26.05.2005 | Японія               | ТМ                 | 2:4            | 46'             | 13', 31', 35'                     | —                                       |
| 2  | 28.08.2005 | Шотландія            | КвЧС-2007          | 6:0            | 90              | —                                 | —                                       |
| 3  | 01.09.2005 | Швейцарія            | КвЧС-2007          | 2:0            | 90              | —                                 | —                                       |
| 4  | 25.09.2005 | Німеччина            | КвЧС-2007          | 1:5            | 90              | 80'                               | —                                       |
| 5  | 24.05.2006 | Шотландія            | КвЧС-2007          | 4:0            | 90              | —                                 | —                                       |
| 6  | 17.06.2006 | Ірландія             | КвЧС-2007          | 2:0            | 90              | —                                 | —                                       |
| 7  | 30.05.2007 | Ізраїль              | КвЧЄ-2009          | 6:0            | 90              | —                                 | —                                       |
| 8  | 16.06.2007 | Польща               | КвЧЄ-2009          | 3:1            | 90              | 5' (пен.)                         | —                                       |
| 9  | 23.08.2007 | Австрія              | КвЧЄ-2009          | 5:1            | 90              | 6'                                | —                                       |
| 10 | 27.10.2007 | Норвегія             | КвЧЄ-2009          | 0:3            | 90              | 23', 62', 88'                     | —                                       |
| 11 | 05.03.2008 | Канада               | Кубок Кіпру        | 1:2            | 90              | 8', 50'                           | —                                       |
| 12 | 07.03.2008 | США (U-20)           | Тренування         | 2:0            | 46'             | —                                 | —                                       |
| 13 | 12.03.2008 | Шотландія            | Кубок Кіпру        | 3:2            | 46'             | 85'                               | 58'                                     |
| 14 | 29.05.2008 | Ізраїль              | КвЧЄ-2009          | 4:0            | 90              | —                                 | —                                       |
| 15 | 27.08.2008 | Австрія              | КвЧЄ-2009          | 3:1            | 90              | 33'                               | —                                       |
| 16 | 27.09.2008 | Польща               | КвЧЄ-2009          | 4:1            | 90              | 83'                               | —                                       |
| 17 | 02.10.2008 | Норвегія             | КвЧЄ-2009          | 0:0            | 90              | —                                 | —                                       |
| 18 | 26.10.2008 | Шотландія            | КвЧЄ-2009          | 3:2            | 90              | 3', 13'                           | —                                       |
| 19 | 30.10.2008 | Шотландія            | КвЧЄ-2009          | 1:2            | 90              | 64', 85'                          | —                                       |
| 20 | 05.03.2009 | Нідерланди           | Кубок Кіпру        | 1:2            | 46'             | 39', 45'                          | —                                       |
| 21 | 08.03.2009 | Нова Зеландія        | Кубок Кіпру        | 4:2            | 90              | 2', 60' (пен.)                    | —                                       |
| 22 | 29.05.2009 | Україна              | ТМ                 | 0:2            | 90              | 39', 45'                          | —                                       |
| 23 | 04.07.2009 | «Росич-Старко»       | Тренування         | 3:3            | 41'             | 17'                               | —                                       |
| 24 | 06.07.2009 | КНР                  | ТМ                 | 0:0            | 90              | —                                 | —                                       |
| 25 | 09.07.2009 | КНР                  | ТМ                 | 0:1            | 90              | 35'                               | —                                       |
| 26 | 31.08.2009 | Італія               | ЧЄ-2009            | 0:2            | 90              | 77', 90+3'                        | —                                       |
| 27 | 23.09.2009 | Швейцарія            | КвЧС-2011          | 2:1            | 90              | 87'                               | —                                       |
| 28 | 19.06.2010 | Швейцарія            | КвЧС-2011          | 0:3            | 90              | 18', 77', 78'                     | —                                       |
| 29 | 24.06.2010 | Ізраїль              | КвЧС-2011          | 4:0            | 90              | —                                 | —                                       |
| 30 | 21.08.2010 | Ірландія             | КвЧС-2011          | 1:1            | 90              | 59' (пен.)                        | —                                       |
| 31 | 25.08.2010 | Казахстан            | КвЧС-2011          | 8:0            | 90              | —                                 | —                                       |
| 32 | 24.10.2010 | Україна              | ТМ                 | 3:0            | 90              | —                                 | —                                       |
| 33 | 27.02.2011 | Нова Зеландія        | Кубок Кіпру        | 3:1            | 90              | 90'                               | —                                       |
| 34 | 02.03.2011 | Мексика              | Кубок Кіпру        | 0:0            | 90              | —                                 | —                                       |
| 35 | 04.03.2011 | Північна Ірландія    | Кубок Кіпру        | 2:1            | 90              | 9'                                | —                                       |
| 36 | 09.03.2011 | Італія               | Кубок Кіпру        | 0:2            | 35'             | —                                 | —                                       |
| 37 | 24.07.2011 | КНР                  | ТМ                 | 2:2            | 90              | 1', 16'                           | —                                       |
| 38 | 20.08.2011 | Бельгія              | ТМ                 | 0:1            | 9'              | —                                 | —                                       |
| 39 | 21.09.2011 | Польща               | КвЧЄ-2013          | 2:0            | 90              | —                                 | (т.п. 3:0)                              |
| 40 | 22.10.2011 | Боснія і Герцеговина | КвЧЄ-2013          | 4:1            | 90              | 54'                               | —                                       |
| 41 | 26.03.2011 | Італія               | КвЧЄ-2013          | 0:2            | 90              | 10' (пен.), 28'                   | —                                       |
| 42 | 19.11.2011 | Греція               | КвЧЄ-2013          | 4:0            | 90              | —                                 | —                                       |
| 43 | 16.02.2012 | Фінляндія            | ТМ                 | 3:1            | 90              | 8'                                | матч у залі                             |
| 44 | 31.03.2012 | Північна Македонія   | КвЧЄ-2013          | 8:0            | 90              | —                                 | —                                       |
| 45 | 04.04.2012 | Італія               | КвЧЄ-2013          | 0:2            | 90              | 8', 65'                           | —                                       |
| 46 | 16.06.2012 | Греція               | КвЧЄ-2013          | 4:0            | 90              | —                                 | —                                       |
| 47 | 21.06.2012 | Боснія і Герцеговина | КвЧЄ-2013          | 1:0            | 90              | —                                 | —                                       |
| 48 | 11.07.2012 | Франція              | ТМ                 | 0:3            | 90              | 11', 22', 41'                     | —                                       |
| 49 | 15.09.2012 | Північна Македонія   | КвЧЄ-2013          | 6:0            | 90              | —                                 | —                                       |
| 50 | 19.09.2012 | Польща               | КвЧЄ-2013          | 1:1            | 90              | 45'                               | —                                       |
| 51 | 21.10.2012 | Австрія              | КвЧЄ-2013          | 2:0            | 90              | —                                 | —                                       |
| 52 | 25.10.2012 | Австрія              | КвЧЄ-2013          | 1:1            | 90              | 75'                               | —                                       |
| 53 | 15.01.2013 | Іспанія              | ТМ                 | 1:2            | 90              | 13', 90+2'                        | —                                       |
| 54 | 07.03.2013 | Боснія і Герцеговина | Слов'янський Кубок | 1:0            | 90              | —                                 | —                                       |
| 55 | 09.03.2013 | Словаччина           | Слов'янський Кубок | 1:0            | 90              | —                                 | —                                       |
| 56 | 11.03.2013 | Чехія                | Слов'янський Кубок | 0:0 (пен. 4:3) | 90              | —                                 | відбила 2 пенальті                      |
| 57 | 08.04.2013 | Данія                | ТМ                 | 1:5            | 63'             | 47', 50', 52', 55'                | антирекорд Збірної: 4 м'ячі за 8 хвилин |
| 58 | 22.06.2013 | Україна              | ТМ                 | 1:0            | 11'             | —                                 | —                                       |
| 59 | 12.07.2013 | Франція              | ЧЄ-2013            | 1:3            | 90              | 21', 32', 67'                     | —                                       |
| 60 | 15.07.2013 | Англія               | ЧЄ-2013            | 1:1            | 90              | 90+2'                             | —                                       |
| 61 | 18.07.2013 | Іспанія              | ЧЄ-2013            | 1:1            | 90              | 14'                               | —                                       |
| 62 | 31.10.2013 | Словаччина           | КвЧС-2015          | 2:0            | 90              | —                                 | —                                       |
| 63 | 08.02.2014 | США                  | ТМ                 | 0:7            | 90              | 29', 32', 37', 51', 54', 59', 67' | —                                       |
| 64 | 05.03.2014 | Північна Корея       | Кубок Алгарве      | 1:2            | 90              | 33', 90'                          | —                                       |
| 65 | 05.04.2014 | Словенія             | КвЧС-2015          | 4:1            | 90              | 12'                               | —                                       |
| 66 | 09.04.2014 | Хорватія             | КвЧС-2015          | 1:0            | 90              | —                                 | —                                       |
| 67 | 07.05.2014 | Ірландія             | КвЧС-2015          | 3:1            | 23'             | —                                 | —                                       |
| 68 | 14.06.2014 | Словенія             | КвЧС-2015          | 2:1            | 90              | 59'                               | —                                       |
| 69 | 19.06.2014 | Ірландія             | КвЧС-2015          | 0:0            | 90              | —                                 | —                                       |
| 70 | 21.08.2014 | Словаччина           | КвЧС-2015          | 4:1            | 90              | 25'                               | —                                       |
| 71 | 13.09.2014 | Німеччина            | КвЧС-2015          | 1:4            | 90              | 6', 19', 28', 72'                 | —                                       |
| 72 | 22.05.2015 | Франція              | ТМ                 | 1:2            | 90              | 2', 62'                           | —                                       |
| 73 | 22.10.2015 | Німеччина            | КвЧЄ-2017          | 0:2            | 90              | 8', 48'                           | —                                       |
| 74 | 25.11.2015 | Туреччина            | КвЧЄ-2017          | 0:0            | 90              | —                                 | —                                       |
| 75 | 29.11.2015 | Угорщина             | КвЧЄ-2017          | 1:0            | 90              | —                                 | —                                       |
| 76 | 04.03.2016 | Нова Зеландія        | Кубок Алгарве      | 0:0            | 90              | —                                 | —                                       |
| 77 | 07.03.2016 | Бразилія             | Кубок Алгарве      | 0:3            | 90              | 51', 66', 89'                     | —                                       |
| 78 | 02.06.2016 | Туреччина            | КвЧЄ-2017          | 2:0            | 90              | —                                 | —                                       |
| 79 | 06.06.2016 | Хорватія             | КвЧЄ-2017          | 3:0            | 90              | —                                 | —                                       |
| 80 | 16.09.2016 | Німеччина            | КвЧЄ-2017          | 0:4            | 90              | 7', 14', 26', 78'                 | —                                       |
| 81 | 20.09.2016 | Хорватія             | КвЧЄ-2017          | 5:0            | 90              | —                                 | —                                       |
| 82 | 02.03.2018 | Канада               | Кубок Алгарве      | 0:1            | 90              | 24' (пен.)                        | —                                       |
| 83 | 07.03.2018 | КНР                  | Кубок Алгарве      | 1:2            | 90              | 53', 78'                          | 50'                                     |
| 84 | 05.04.2018 | Боснія і Герцеговина | КвЧЄ-2019          | 6:1            | 90              | 5' (авт.)                         | Тодуа 5' (авт.) (золотий)               |
| 85 | 07.03.2018 | Уельс                | КвЧЄ-2019          | 0:3            | 90              | 48', 62', 68'                     | —                                       |
| 86 | 17.06.2019 | Чехія                | ТМ                 | 0:1            | 90              | 86'                               | —                                       |